# Lee County, Texas
Lee County är ett administrativt område i delstaten Texas, USA, med 16 612 invånare. Den administrativa huvudorten (county seat) är Giddings. 

## Geografi
Enligt United States Census Bureau har countyt en total area på 1 642 km². 1 628 km² av den arean är land och 14 km² är vatten.

### Angränsande countyn
- Milam County - norr
- Burleson County - nordost
- Washington County - öster
- Fayette County - sydost
- Bastrop County - sydväst
- Williamson County - nordväst

### Orter
- Giddings (huvudort)
- Lexington